# William Hay, 1. Lord Hay
William Hay, 1. Lord Hay (* um 1374; † 1437) war ein schottischer Adliger.

## Leben
Er war der älteste Sohn des Sir Thomas de la Hay († 1406), 7. Laird of Erroll, aus dessen Ehe mit Elizabeth Stewart (* vor 1355), Tochter des Königs Robert II. von Schottland.
Nach dem Tod seines Vaters erbte er 1406 dessen Ländereien und das Amt des High Constable of Scotland. Im selben Jahr erhielt er von seinem Onkel Robert Stewart, 1. Duke of Albany, Regent von Schottland, eine Freistellung von aus seinen Ländereien zu entrichtenden Abgaben an die Krone. 1415 belehnte ihn jener Onkel auch mit der feudalen Baronie Oowie in Kincardineshire, die zuvor Sir William Fraser († 1441), 2. Laird of Philorth, besessen hatte.
Als der in englischer Gefangenschaft befindliche König von Schottland, Jakob I., 1421 Schottland besuchen durfte, war er eine der Geiseln, die an dessen Stelle als Geisel gestellt wurden. 1423 war er Mitglied der Kommission, die mit den Engländern über die Freilassung des Königs verhandelte. Nach der endgültigen Freilassung Jakobs I. schlug ihn der König anlässlich seiner Krönung 1424 zum Ritter. 1430 ernannte ihn der König zu einem Warden of the Marches.
Spätestens im März 1430 wurde er als Lord Hay zum Lord of Parliament erhoben und dadurch Mitglied des schottischen Parlaments.
Er heiratete Margaret Gray, Tochter des Sir Patrick Gray of Broxmouth. Mit ihm hatte er einen Sohn, Gilbert Hay († 1436). Da er seinen Sohn überlebte, beerbte ihn, als er selbst 1437 starb, dessen älterer Sohn William Hay (1423 – Oktober 1462) als 2. Lord Hay.